# Aise Johan de Jong
Pour les articles homonymes, voir De Jong.
Aise Johan de Jong (né le 30 janvier 1966) est un mathématicien néerlandais né en Belgique. Il est actuellement professeur de mathématiques à l'Université Columbia. Ses domaines de recherche comprennent la géométrie algébrique.

## Formation et carrière
De Jong a fréquenté l'école secondaire à La Haye, a obtenu sa maîtrise à l'Université de Leyde, et a obtenu son doctorat à l'Université Radboud de Nimègue en 1992, sous la supervision de Frans Oort et Joseph Steenbrink.
Il passe ensuite un an à l'Institut Max-Planck de mathématiques à Bonn, à l'Université de Bielefeld et trois années comme boursier de l'Académie royale néerlandaise des arts et des sciences à l'Université d'Utrecht. Après une année en tant que professeur assistant à Harvard et deux autres à l'Université de Princeton il est professeur au MIT. En 2005 il est professeur à l'Université Columbia.

## Travaux
Il est lauréat du Prix Cole en 2000 pour sa théorie des altérations (en). Les altérations permettent de fournir une forme plus faible de la  résolution des singularités (en), valable en caractéristique positive. La même année, De Jong est devenu membre correspondant de l'Académie royale néerlandaise des arts et des sciences.
Le Professeur de Jong a également passé les dernières années à travailler sur le Projet Stacks (en), « un manuel open source et un travail de référence sur les champs (en) algébriques et sur la géométrie algébrique nécessaire pour les définir ». Le livre que le projet a généré comporte actuellement plus de 6 000 pages (en mars 2018).
De Jong vit à New York avec sa femme, la mathématicienne et critique de la finance Cathy O'Neil, et leurs trois fils.

## Prix et distinctions
En 1996 il est lauréat du prix de la Société mathématique européenne. En 1998 il est conférencier invité au congrès international des mathématiciens à Berlin, avec une conférence intitulée « Barsotti-Tate Groups and Crystals ».
En 2022 il reçoit le prix Leroy P. Steele pour la « vulgarisation mathématique ».

## Sélection de publications
- A. J. De Jong, « Smoothness, semi-stability and alterations », Publications Mathématiques de l'IHÉS, vol. 83,‎ 1996, p. 51–93 (DOI 10.1007/bf02698644)
- Projet Stacks (en)